# 프로 골퍼

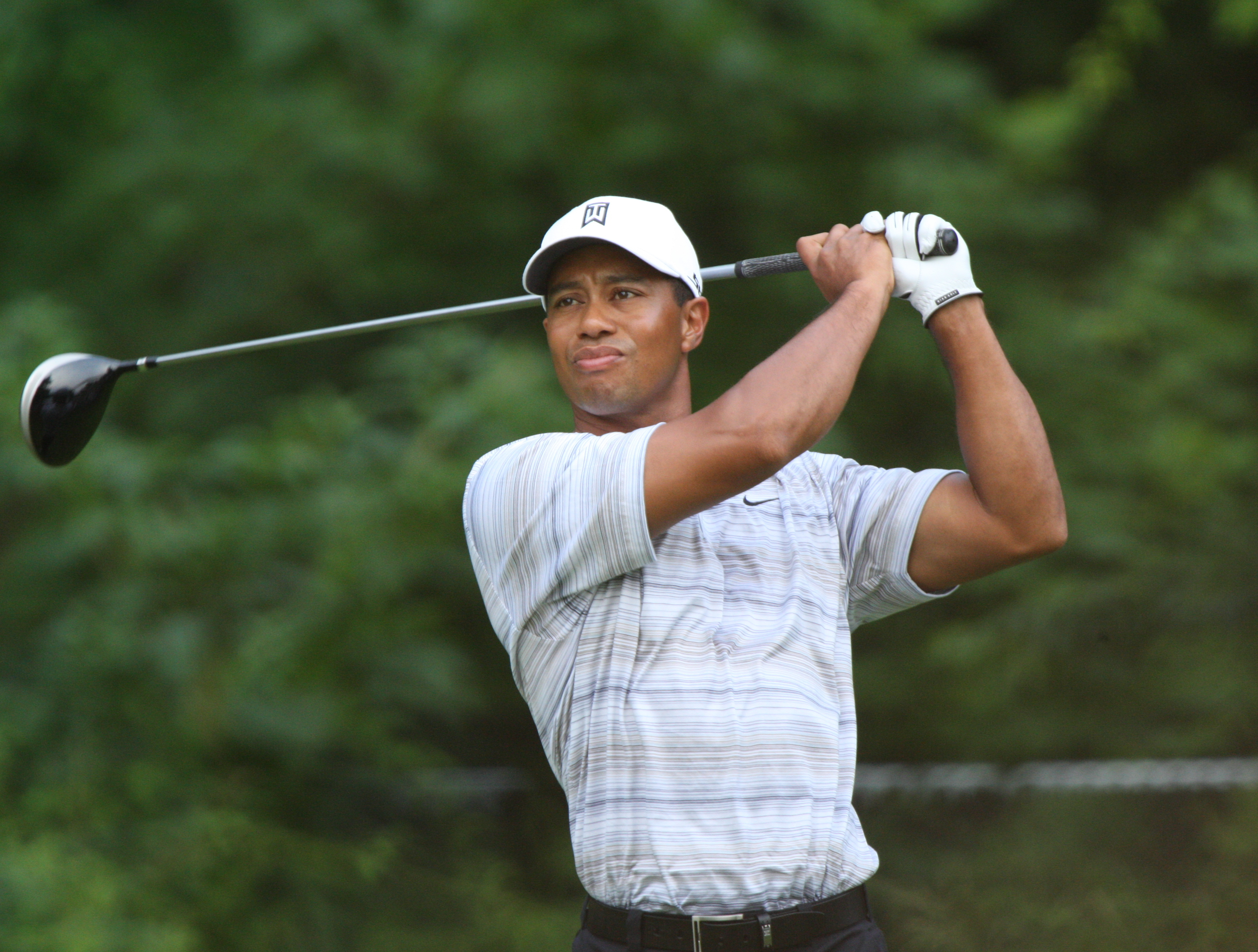
2007년 타이거 우즈가 드라이브를 치고 있다.

프로 골퍼(Professional golfer)는 골프 스포츠에서 자신의 기술이나 평판과 직접적인 관련이 있는 금전적 지불이나 보상을 받는 사람이다. 골프를 가르치거나 플레이하여 돈을 버는 사람은 전통적으로 "프로 골프"로 간주되며, 이들 중 대부분은 교사/코치이다. 프로 골퍼 자격은 직업을 위해 골프를 가르치는 것이 아니라 골프를 치는 사람들에게 주어진다.
골프에서는 아마추어와 프로의 구분이 엄격하게 유지된다. 아마추어 자격 규칙을 위반한 아마추어는 해당 자격을 잃을 수 있다. 아마추어 자격을 상실한 골퍼는 아마추어 자격이 회복될 때까지 아마추어 대회에 출전할 수 없다. 프로는 위원회에 통지를 받고 참가를 인정 및 확인하지 않는 한 아마추어 토너먼트에 참가할 수 없다. 프로가 아마추어 지위를 회복하는 것은 매우 어렵다. 단순히 특정 토너먼트에 대해 비용을 지불하지 않기로 동의하는 것만으로는 충분하지 않다. 선수는 아마추어 자격을 회복하기 위해 스포츠 관리 기관에 신청해야 한다.

## 같이 보기
- PGA 투어
- 프로 골퍼 협회